# الوداع (أغنية بوست مالون)
«الوداع» (بالإنجليزية: Goodbyes) هي أغنية للرابر الأمريكي بوست مالون مع الرابر الأمريكي يونج ثاج، وصُدرت كأغنية منفردة بواسطة ريبابليك ريكوردز في 5 يوليو 2019، بعد عيد ميلاد مالون (في 4 يوليو؛ يوم الاستقلال) بيوم أي يوم الجمعة. كُتبت الأغنية بواسطة بوست مالون، ويونج ثاج، وتوم أوين سافاج، برايان لي، ولويس بيل، وبيلي والش، وفال بلوفاتنيك، وجيسي فوتز، وأُنتجت بواسطة لي، وبيل. وصارت سابع أغنية لمالون من أعلي الـ10 في بيلبورد هوت 100.

## التركيب
تتحدث الأغنية عن نهاية العلاقات، وتمت تسميتها باسم لحني بواسطة مجلة (بالإنجليزية: Rap-Up)، والتي يغني عليها بوست الجوقة: «أريدك أن تخرجي من رأسي / أريدك أن تخرج من غرفة نومي الليلة / لا توجد طريقة يمكنني أن أنقذك بها / لأنني أحتاج إلي أن أُنقذ أيضا / أنا لست جيدا في الوداع.»

## الترويج
أعلن بوست مالون عن المسار ومن شاركه الغناء وتاريخ إصداره علي وسائل التواصل الاجتماعي في 1 يوليو 2019، حيث شارك صورة تم تصميمها كأنها ملصق فيلم للأغنية، والتي تحتوي علي شعار «الكثير من المتعة هو الألم»، وهو سطر من الأغنية. ثم كشف عن الغلاف الفني للأغنية علي وسائل التواصل الاجتماعي في 2 يوليو. ثم نشر مقتطفا من بداية مقطع الفيديو الذي تعرض فيه للطعن والقتل علي يد العدو في 3 يوليو. تم نشر الفيديو الموسيقي في يوم إصدار الأغنية في 5 يوليو وتم نشر فيديو الكلمات بعد ثلاثة أيام في 8 يوليو.

## الفيديو الموسيقي
تم إصدار الفيديو الموسيقي الأصلي إلي جانب الأغنية في 5 يوليو، وإخراج كولن تيلي. ويضم مالون وهو يمثل عضوا في عصابة مات بعد أن طعنه أحد أفراد العصابة المنافسة، ومن ثم ينهض من بين الأموات من مقبرته. كما ظهر يونج ثاج والممثلة كاثرين نيوتن أيضا في الفيديو. نظرًا لحقيقة تعرض مالون للطعن عدة مرات، بما في ذلك في الرقبة جعل يوتيوب الفيديو مقيدا حسب العمر لأنه يعتبر «محتوى رسومي»، ولذلك يوجد إصداران من مقطع الفيديو الموسيقي: تم تصنيف أحدهما أنه "R" وفيه يتم عرض بوست وهو يتعرض للطعن والقتل، وتصنيف واحد "PG" (تم نشره بعد يومين في 7 يوليو) والذي لا يتم فيه عرض بوست وهو يتعرض للطعن والقتل. حصل الفيديو علي 45 مليون مشاهدة اعتبارا من 10 أغسطس 2019.

## اللوائح
| اللائحة (2018)                                                | أعلي ترتيب |
| ------------------------------------------------------------- | ---------- |
| أستراليا (أريا)                                               | 5          |
| النمسا (أو3 النمسا توب 40)                                    | 8          |
| بلجيكا (أولتراتوب 50 فلاندرز)                                 | 22         |
| بلجيكا (أولتراتيب والونيا)                                    | 1          |
| كندا (كاناديان هوت 100)                                       | 5          |
| التشيك (الاتحاد الدولي للصناعة الفونوغرافية)                  | 6          |
| الدانمارك (تراكليسن)                                          | 7          |
| فنلندا (تسجيلات فنلندا الرئيسية)                              | 1          |
| فرنسا (الإتحاد الوطني للنشر الفونوغرافي)                      | 47         |
| ألمانيا (جي إف كاي إنترتاينمنت تشارتس)                        | 16         |
| المجر (سينغل توب 40)                                          | 5          |
| المجر (سينغل ستريم 40)                                        | 3          |
| أيرلندا (ترتيب أغاني أيرلندا)                                 | 5          |
| إيطاليا (اتحاد صناعة الموسيقى الإيطالية)                      | 43         |
| ماليزيا (المنظمة الماليزية للصناعة التسجيلية)                 | 3          |
| هولندا (دوتش توب 40)                                          | 16         |
| هولندا (سينغل توب 100)                                        | 14         |
| نيوزيلندا (ريكورديد ميوزك إن زيت)                             | 5          |
| النرويج (في جي ليستا)                                         | 6          |
| البرتغال (المنظمة الفونوغرافية البرتغالية)                    | 7          |
| إسكتلندا (شركة اللوائح الرسمية)                               | 13         |
| سنغافورة (رياس)                                               | 4          |
| سلوفاكيا (سينغل ديجيتال توب 100)                              | 2          |
| إسبانيا (برودوكوتوريس دي ميوزيكا دي إسبانيا)                  | 85         |
| السويد (سويرجتوبليستان)                                       | 4          |
| سويسرا (هيت باراد سويسرا)                                     | 12         |
| تصنيف المملكة المتحدة للأغاني المنفردة (شركة اللوائح الرسمية) | 5          |
| بيلبورد هوت 100 الأمريكية                                     | 3          |
| البالغون توب 40 الأمريكية (بيلبورد)                           | 34         |
| هوت آر & بي/هيب هوب سونغز الأمريكية (بيلبورد)                 | 2          |
| مينستريم توب 40 الأمريكية (بيلبورد)                           | 8          |
| ريذميك الأمريكية (بيلبورد)                                    | 4          |

## الشهادات
| المنطقة                          | الشهادة | المبيعات |
| -------------------------------- | ------- | -------- |
| أستراليا (أريا)                  | ذهب     | 140000   |
| كندا (ميوزيك كندا)               | بلاتين  | 80000    |
| نيوزلندا (ريكورديد ميوزك إن زيت) | ذهب     | 15000    |
| المملكة المتحدة (بي بي آي)       | فضة     | 200000   |

## تاريخ الإصدار
| المنطقة          | التاريخ       | الصيغة                                              | شركة الإنتاج | المرجع                     |
| ---------------- | ------------- | --------------------------------------------------- | ------------ | -------------------------- |
| متعددة           | 5 يوليو 2019  | تحميل رقمي، وبث                                     | ريبابليك     | [ 2 ]                      |
| الولايات المتحدة | 9 يوليو 2019  | راديو ريذميك معاصر                                  | ريبابليك     | [ 8 ]                      |
| متعددة           | 1 أكتوبر 2019 | أغنية منفردة، وأغنية منفردة 12 إنش، وأسطوانة منفردة | ريبابليك     | [ 9 ] [ 10 ] [ 11 ] [ 12 ] |